# Косково (Кировская область)
Косково — деревня в Лузском муниципальном округе Кировской области России.

## География
Деревня находится в северо-западной части Кировской области, в подзоне средней тайги, к западу от реки Лузы, к востоку от автодороги 33Р-021, на расстоянии приблизительно 53 километров (по прямой) к юго-востоку от города Лузы, административного центра района. Абсолютная высота — 128 метров над уровнем моря.
Климат
Климат характеризуется как умеренно континентальный, с холодной продолжительной зимой и прохладным коротким летом. Средняя температура воздуха самого холодного месяца (января) составляет −14,5 °C (абсолютный минимум — −52 °С); самого тёплого месяца (июля) — 16,7 °C (абсолютный максимум — 35 °С). Годовое количество атмосферных осадков — 638 мм, из которых 310 мм выпадает в период с мая по сентябрь. Период активной вегетации длится 120 дней.

## Население
| 2010 |
| ---- |
| 3    |

Половой состав
По данным Всероссийской переписи населения 2010 года в гендерной структуре населения мужчины составляли 33,3 %, женщины — соответственно 66,7 %.
Национальный состав
Согласно результатам переписи 2002 года, в национальной структуре населения русские составляли 89 % из 9 чел.